# Affaires Mennesson et Labassée c. France
Mennesson c. France et Labassée c. France sont deux arrêts de la Cour européenne des droits de l'homme datés du 26 juin 2014 qui condamnent la France pour avoir pratiqué une politique de refus de transcription des actes de naissance d'enfants nés à l'étranger dans le cadre d'une gestation pour autrui.
Une fois la décision de la Cour européenne rendue publique, le gouvernement français a indiqué qu'il ne saisirait pas la Grande Chambre, de sorte que les arrêts Mennesson et Labassée sont devenus définitifs[réf. nécessaire].
Cependant, ce n'est qu'en octobre 2019 que la Cour de cassation française a validé ces décisions,. 